# Liste von Persönlichkeiten der Stadt Ludwigsburg

## Ehrenbürger
Die Stadt Ludwigsburg hat folgenden Personen das Ehrenbürgerrecht verliehen:
- 1882: Ludwig von Hofer, Hofbildhauer
- 1897: Heinrich von Abel, Oberbürgermeister a. D.
- 1899: Hermann Heinrich Franck, Fabrikant
- 1903: Reinhold Hoffmann, Fabrikant
- 1907: Friedrich von Schaal, Baudirektor
- 1909: Wilhelm Eisenmenger, Fabrikdirektor
- 1909: Ferdinand Schnaidt, Bankdirektor, Reichstags- und Landtagsabgeordneter
- 1915: Wilhelm Groener, Generalleutnant, Reichsverkehrsminister, Reichswehrminister und -innenminister
- 1918: Robert Franck, Fabrikant
- 1918: Richard Franck, Fabrikant
- 1920: Carl Weigle, Architekt
- 1921: Otto Hoffmeister, Mechanikermeister
- 1921: Gottlieb Schäfer, Landwirt und Weingärtner
- 1924: Christian Belschner, Professor
- 1931: Albert Ahles, Handelsrat
- 1933: Paul von Hindenburg, Reichspräsident
- 1947: Oscar Walcker, Orgelbaumeister und Fabrikant
- 1950: Wilhelm Keil, Politiker (SPD), MdR, MdL, Arbeits- und Ernährungsminister in Württemberg (1921–23), Präsident des Landtages von Württemberg-Baden (1947–1952)
- 1950: Carl Schaefer, Fabrikant
- 1962: Karl Hüller, Fabrikant
- 1966: Karl Frank, Generaldirektor, Finanzminister a. D., Oberbürgermeister a. D.
- 1976: Hans Klenk, Senator, Generalkonsul und Unternehmer
- 1990: Albert Schöchle, Gärtner und Sachbuchautor
- 2005: Albert Sting, evang. Pfarrer und Direktor der Karlshöhe
- 2011: Horst Köhler, ehemaliger deutscher Bundespräsident (2004–2010)
- 2011: Eva Luise Köhler, Ehefrau von Horst Köhler

## In Ludwigsburg geborene Persönlichkeiten
Die folgenden Personen wurden in Ludwigsburg geboren, oder haben dort gewirkt. Ob sie ihren späteren Wirkungskreis in Ludwigsburg hatten, ist in dieser Aufstellung, die im Übrigen keinen Anspruch auf Vollständigkeit erhebt, nicht berücksichtigt.

### Bis 1800
- Johann Joseph Schmidlin (1725–1779), Lexikograph
- Johann Andreas Tafinger (1728–1804), Pädagoge und evangelischer Theologe
- Carl Wilhelm Wippermann (1730–1797), Jurist und Hochschullehrer an der Universität Rinteln
- Karl Joseph Toeschi (1731–1788), Violinist, Musikdirektor und Komponist
- Karl Gottlob Ludwig Sylvius von Frankenberg und Ludwigsdorf (1732–1795), preußischer Generalmajor
- Georg Ernst von Sayn-Wittgenstein-Berleburg (1735–1792), königlich französischer Generalleutnant
- Johann Christian von Majer (1741–1821), Rechtswissenschaftler und Hochschullehrer
- Joachim Egon zu Fürstenberg (1749–1828), k.k wirklicher Geheimer Rat, Kämmerer und Oberhofmarschall in Wien
- Ludwig Friedrich Fischer (1750–1837), württembergischer Oberamtmann
- Johann Friedrich Christmann (1752–1817), evangelischer Pfarrer und Komponist von Kirchenliedem und Kammermusikwerken
- Karl Ludwig von Phull (1757–1826), Militärperson
- Christian Friedrich Rieger (1757–1823), Extrasuperintendent und Stadtpfarrer
- Franz von Miller (1759–1801), Militärwissenschaftler und Professor
- Thomas Wizenmann (1759–1787), Theologe, Philosoph und Schriftsteller
- Karl Friedrich Christian Wilhelm von Sponeck (1762–1827), Forstmann, Autor und Professor
- Wilhelm Heinrich Reichenbach (1763–1843), herzoglich-württembergischer Leib- und Regimentsmedikus
- Georg Friedrich von Jaeger (1766–1840), Forstbeamter
- Joseph Wilhelm Ludwig Mack (1767–1835), Bildhauer und Stuckateur des Klassizismus
- Friedrich von Phull (1767–1840), General und hochrangiger Militärverwalter des Königreichs Württemberg
- Nikolaus Friedrich von Thouret (1767–1845), Architekt und Maler des Klassizismus
- Friedrich Distelbarth (1768–1836), Bildhauer des Klassizismus
- Johann Wilhelm Friedrich Nisle (1768–1839), Musiker, Violoncellist der Württembergischen Hofkapelle
- Gottlob Friedrich Haug (1769–1850), Mechaniker, Uhrmacher und Kartograph
- Friedrich von Franquemont (1770–1842), General der Infanterie
- Johann Georg Kerner (1770–1812), Arzt, politischer Publizist und Chronist
- Ernst Ludwig von Mutschler (1770–1848), württembergischer Oberamtmann und Jurist
- Georg von Scheler (1770–1826), General und Gouverneur von Stuttgart
- Joseph Nicolaus Peroux (1771–1849), Miniaturmaler, Radierer und Lithograf der Romantik
- Immanuel Israel Hartmann (1772–1849), Verwaltungsjurist
- Christian David Nisle (1772–?), Hornist
- Johann Friedrich Ludwig von Mieg (1773–1822), württembergischer Oberamtmann
- Ernst von Hügel (1774–1849), General und Kriegsminister
- Ferdinand Varnbüler von und zu Hemmingen (1774–1830), Generalquartiermeister des Königreichs Württemberg
- Karl von Kerner (1775–1840), General, Gutsbesitzer, Hüttenfachmann, Bergrat und Innenminister des Königreichs Württemberg
- Ludwig Muff (1775–1833), württembergischer Oberamtmann
- Karl von Bauer (1777–1847), General
- Karl von Zyllnhardt (1779–1828), badischer Staatsrat, Präsident des Justizministeriums
- Albert von Ringler (1785–1864), Offizier und Landtagsabgeordneter
- Justinus Kerner (1786–1862), Dichter, Arzt und medizinischer Schriftsteller
- Rudolf Burnitz (1788–1849), Architekt des Klassizismus und frühen Historismus
- Jonathan Hellmann (1788–1855), Unternehmer und Politiker
- Carl Deffner (1789–1846), Unternehmer und Politiker
- Carl Christian Ludwig Starklof (1789–1850), Gründer und erster Intendant des Oldenburgischen Staatstheaters
- Ludwig Kachel (1791–1878), Münzrat und Präsident des badischen Kunstvereins
- Karl von Schiller (1793–1857), Forstwissenschaftler
- Friedrich Hoffmann (1795–1879), badischer General und Kriegsminister
- Johann Friedrich Schmid (1795–1841), Richter und Politiker der Freien Stadt Frankfurt
- Immanuel Dornfeld (1796–1869), Verwaltungsbeamter
- Ernst Mayer (1796–1844), Bildhauer
- Karl Ludwig David von Krauß (1797–1886), Jurist, Landtagsabgeordneter

### 1801 bis 1850
- Lambert Haeberlen (1801–nach 1870), württembergischer Oberamtmann
- Ludwig von Hofer (1801–1887), Bildhauer
- Friedrich Notter (1801–1884), Schriftsteller und Reichstagsabgeordneter
- Friedrich Degen (1802–1850), Physiker, Chemiker und Geologe
- Louis Bührer (1803–1863), Kommunalpolitiker und Gründer der Kreissparkasse Ludwigsburg
- Eduard Mörike (1804–1875), Lyriker, Erzähler und Übersetzer
- Albert von Veiel (1806–1874), Arzt und Dermatologe, Hofrat und Oberamtsarzt
- Friedrich Theodor Vischer (1807–1887), Literaturwissenschaftler, Philosoph, Schriftsteller und Politiker
- David Friedrich Strauß (1808–1874), Schriftsteller, Philosoph und Theologe
- Julius von Hardegg (1810–1875), Generalleutnant und Militärschriftsteller
- Heinrich Adolf von Starkloff (1810–1892), königlich württembergischer Generalleutnant
- Carl Gottlieb Weigle (1810–1882), Orgelbauer
- Gustav Friedrich Scholl (1811–1885), Oberamtmann
- Georg David Hardegg (1812–1879), Begründer der Deutschen Tempelgesellschaft
- August Ludwig Vogel (1812–nach 1872), Oberamtmann
- Oskar von Hardegg (1815–1877), Offizier und Kriegsminister im Königreich Württemberg
- Karl Christian Meurer (1815–1892), Oberamtmann
- Julius Haußmann (1816–1889), Kaufmann, Publizist und Politiker
- Gottlieb von Huber (1817–1882), Mitglied des Deutschen Reichstags
- Rudolf Probst (1817–1899), Jurist und Politiker
- Carl Julius Abel (1818–1883), Eisenbahningenieur
- Karl von Beck (1818–1886), Generalsuperintendent von Schwäbisch Hall, Landtagsabgeordneter
- Eduard von Kallee (1818–1888), Militär und Archäologe
- Rudolf Knosp (1820–1897), Unternehmer
- Wilhelm Siegmund Teuffel (1820–1878), Philologe
- Sigmund Lebert (1821–1884), Musikpädagoge
- Anton von Marchtaler (1821–1903), Generalleutnant
- Friedrich Baumgärtner (1823–1881), württembergischer Landtagsabgeordneter
- Karl Pfizer (1824–1906), Chemiker
- Heinrich von Abel (1825–1917), Oberbürgermeister von Ludwigsburg
- August Fischer (1825–1887), Geistlicher und Abenteurer
- Karl Kallenberg (1825–1900), Protagonist der deutschen Turnbewegung
- Karl von Linck (1825–1906), Generalleutnant
- Otto von Faber du Faur (1828–1901), Offizier und Maler
- Ernst Pergler von Perglas (1828–1895), württembergischer Generalmajor
- Albert von Suckow (1828–1893), Generalleutnant und Kriegsminister
- Adolf von Hausch (1831–1900), Richter und Ministerialbeamter in Württemberg
- Eduard Vogel (1831–1919), Veterinärmediziner, Hochschullehrer
- Ernst Heinrich Gebhardt (1832–1899), Liederdichter und Methodistenprediger
- Gustav von Steinheil (1832–1908), General und Kriegsminister des Königreichs Württemberg
- Philipp von Klett (1833–1910), Schachkomponist und Offizier
- Karl von Watter (1833–1901), württembergischer Generalleutnant
- Albert von Heß (1836–1911), Staatsrat, Landtagsabgeordneter
- Fidel von Baur-Breitenfeld (1835–1886), Diplomat und Gesandter
- Oscar von Sarwey (1837–1912), Offizier und Militärdirigent
- Paul Sinner (1838–1925), Fotograf
- Wilhelm Strack von Weißenbach (1838–1917), württembergischer Generalmajor und Autor
- Moriz Gmelin (1839–1879), Archivar
- Karl von Leibbrand (1839–1898), Bauingenieur
- Gregor Heyberger (1841–1905), Zeichenlehrer, Bildhauer und Professor
- Karl Liebherr (1841 oder 1844–unbekannt), württembergischer Oberamtmann
- Wilhelm Emil Fein (1842–1898), Bohrmaschine
- Friedrich von Schaal (1842–1909), Eisenbahn- und Wasserbauingenieur
- Maximilian von Soden-Fraunhofen (1844–1922), Jurist, bayerischer Innenminister und Reichstagsabgeordneter
- Julius von Soden (1846–1921), Beamter und Politiker
- Paul Walcker (1846–1928), Orgelbauer
- Friedrich von Graner (1847–1914), Forstwissenschaftler
- Immanuel von Frohnmeyer (1848–1931), Pädagoge und Generalsuperintendent von Reutlingen
- Tony Schumacher (1848–1931), Schriftstellerin
- Oskar Nast (1849–1907), Stadtschultheiß und Oberbürgermeister der Oberamtsstadt Cannstatt
- Carl Weigle (1849–1931/32), Architekt

### 1851 bis 1900
- Eduard Eggert (1852–1926), Gefängnisdirektor und Schriftsteller
- Richard Kallee (1854–1933), Stadtpfarrer und Heimatforscher
- Otto Hoffmeister (1851–1925), Turner und Abgeordneter des württembergischen Landtags
- Friedrich von Gaisberg-Schöckingen (1857–1932), Gutsherr, Landtagsabgeordneter
- Karl Mack (1857–1934), Physiker und Meteorologe
- Max Elsas (1858–1942), Industrieller
- Ernst von Hammer (1858–1925), Geodät
- Theodor von Wundt (1858–1929), Offizier, Bergsteiger und Schriftsteller
- Karl Hürthle (1860–1945), Physiologe
- Oskar von Watter (1861–1939), Offizier
- Otto Haas (1864–1930), Offizier
- Hugo Sohnle (1864–1938), Tierarzt
- Felix Buttersack (1865–1950), Militärarzt und Schriftsteller
- Theodore Feucht (1867–1944), Maler
- Wilhelm Groener (1867–1939), Militär und Politiker
- Kurt von Lupin (1867–1938), Generalmajor der Reichswehr
- Felix Hoffmann (1868–1946), Chemiker und Apotheker
- Paul Hartmann (1869–1944), Kunsthistoriker und Hochschullehrer
- Oscar Walcker (1869–1948), Orgelbauer
- Emilie Hiller (1871–1943), Politikerin
- Gertrud Ingeborg Klett (1871–1917), Schriftstellerin und literarische Übersetzerin
- Martin Elsas (1872–1939), Kaufmann und Unternehmer
- Friedrich von Gaisberg-Schöckingen (1857–1932), Gutsbesitzer und Politiker
- Arnold van Gennep (1873–1957), französischer Ethnologe
- Friedrich Siller (1873–1942), Politiker
- Wilhelm Koch (1874–1955), Katholischer Theologe und Hochschullehrer
- Otto Geßler (1875–1955), Politiker
- August Lämmle (1876–1962), Mundartdichter
- Marie-Louise Müller-Weiss (1876–1935), Hofopernsängerin
- Friedrich Graf von Degenfeld-Schonburg (1878–1969), Politiker und Verwaltungsjurist
- Eugen Schmohl (1880–1926), Architekt und Hochschullehrer
- Fritz Eppinger (1882–1951), Jurist
- Hugo Sperrle (1885–1953), Luftwaffenoffizier
- Karl Hermann (1886–1933), Politiker
- Hermann Zapf (1886–1957), Politiker (NSDAP)
- Wilhelm Blutbacher (1888–1959), Maler, Grafiker und Glasmaler
- Otto Eichert (1890–1951), Architekt
- Ludwig Lang (1890–1956), Bibliothekar und Schriftsteller
- Felix Walter (1890–1949), Jurist, Verwaltungsbeamter und Politiker
- Carl Bürkle (1890–1960), Orgelbaumeister
- Friedrich Mußgay (1892–1946), Kriminalrat und SS-Obersturmbannführer
- Hans Neuffer (1892–1968), Arzt, Präsident der Bundesärztekammer (1949–1959)
- Caesar von Hofacker (1896–1944), Verschwörer beim Attentat vom 20. Juli 1944
- Hugo Benzinger (1900–1944), Tübinger Schneider und Gemeinderat
- Paul Meyle (1900–1977), Oberbürgermeister von Heilbronn

### 1901 bis 1950
- Walter Heeß (1901–1951), Kriminologe
- Harald Koethe (1904–1944), Kunsthistoriker, Klassischer Archäologe und Provinzialrömischer Archäologe
- Eugen Kiemle (1905–1950), Architekt
- Erwin Scheerer (1905–1984), Bildhauer
- Walther Lambert (1908–1987), Verkehrswissenschaftler
- Fritz Wagner (1908–2003), Wissenschaftshistoriker
- Hugo Rupf (1908–2000), geboren in Poppenweiler, Industriemanager
- Claus Hinkelbein (1909–1967), Stuka-Pilot und Offizier, zuletzt Generalmajor der Bundeswehr
- Curt Meyer-Clason (1910–2012), Schriftsteller und Übersetzer
- Angelika Bischoff-Luithlen (1911–1981), Volkskundlerin und Archivarin
- German Otto Stehle (1912–1987), Politiker (CDU)
- Hans Lorenser (1916–1989), Politiker (CDU)
- Walter Ableiter (1922–1993), Politiker (FDP)
- Maria-Elisabeth Brockhoff (1922–1996), Musikwissenschaftlerin und Hochschullehrerin
- Kurt Meßmer (1922–2012), Vorsitzender Richter am Bundesfinanzhof
- Günther Pütz (1924–unbekannt), Ingenieur und Hochschullehrer
- Anselm Stehle (1925–2011), Diplom-Kaufmann, Mitglied des Bayerischen Senats
- Karl-Heinz Knoedler (1926–2000), Maler
- Gerhard Stuber (* 1927), Kommunalpolitiker
- Luitgard Schall (1928–1990), Künstlerin
- Roland Ostertag (1931–2018), Architekt und Hochschullehrer
- Wolfgang Steinhilber (1931–2009), Kieferchirurg und Hochschullehrer
- Gerhard Prosi (1935–2014), Wirtschaftswissenschaftler und Hochschullehrer
- Manfred Schiek (1935–1965), Motorrad- und Automobilrennfahrer
- Wolfram Bergerowski (1936–2009), Richter und Politiker (FDP)
- Fritz Stange (1936–2013), Ringer
- Ewald Veigel (* 1936), Politiker (FDP)
- Eddie Wilson (* 1936), eigentlich Armin Edgar Schaible, Country-Musiker
- Wolfram Ostertag (1937–2010), Genetiker
- Wolfgang Schluchter (* 1938), Soziologe
- Kurt Morwinsky (* 1939), Amateurboxer
- Peter Kranich (* 1941), Hockeyspieler
- Friedrich Niethammer (1942–1996), Staatsanwalt und Kommunalpolitiker (SPD), Mitglied im Heilbronner Gemeinderat
- Klaus Rupprecht (* 1942), Diplomat
- Volker Gantner (* 1945), von 1985 bis 2008 Oberbürgermeister von Herrenberg
- Rainer Brechtken (* 1945), Politiker (SPD) und Sportfunktionär
- Norbert Haas (* 1946), Unfallchirurg und Hochschullehrer
- Werner Stegmaier (* 1946), Philosoph
- Eberhard Zwink (* 1946), Bibliothekar
- Jakob Derbolowsky (1947–2019), Arzt
- Alexander Hoffmann (1947–2024), Sachbuchautor und Schriftsteller
- Günter Huber (* 1947), Laserphysiker und Hochschullehrer
- Eva Luise Köhler (* 1947), Ehefrau des ehemaligen Bundespräsidenten Horst Köhler
- Barbara Schock-Werner (* 1947), Kunsthistorikerin und 1999–2012 Dombaumeisterin des Kölner Doms
- Hartmut Michel (* 1948), Biochemiker
- Fritz Raff (1948–2011), Intendant des Saarländischen Rundfunks und Vorsitzender der ARD
- Horst Siewert (* 1948), Psychologe
- Rosemarie Müller (* 1949), Politikerin, Mitglied des Europäischen Parlaments
- Matthias Wissmann (* 1949), Präsident des Verbandes der Automobilindustrie (VDA)
- Franjo Marincic (1950–2022), Schauspieler

### Ab 1951
- Friederike Naumann-Steckner (* 1951), Archäologin
- Bernhard Rapkay (* 1951), Politiker (SPD)
- Claus Schmiedel (* 1951), Politiker (SPD)
- Bernd Steinhauser (* 1952), Diplom-Kaufmann und Handballfunktionär
- Tomy Wigand (* 1952), Filmregisseur
- Hubertus von Stackelberg (* 1953), Musiker und Basketballspieler
- Ulrich Fellmeth (* 1954), Althistoriker, Archivar und Museumsleiter
- Siegfried Hermle (* 1955), evangelischer Theologe
- Hermann Mildenberger (* 1955), Kunsthistoriker
- Michael Herczeg (* 1956), Informatiker und Hochschullehrer
- Hans-Christoph Koller (* 1956), Pädagoge
- Martin Müller (* 1956), Akustikgitarrist, Komponist und Produzent
- Thomas Leon Heck (* 1957), Antiquar, kunstwissenschaftlicher Publizist und Verleger
- Andreas Schockenhoff (1957–2014), Politiker (CDU)
- Werner Wolf-Holzäpfel (* 1957), Architekt und Architekturhistoriker
- Birgit Friedl (* 1958), Wirtschaftswissenschaftlerin
- Jürgen Kurz (* 1958), Springreiter und der Landestrainer Baden-Württembergs
- Wolfgang Schöllkopf (1958–2024), evangelischer Theologe und Kirchenhistoriker
- Peter Stichler (* 1958), Fußballspieler
- Thomas Heiler (* 1959), Historiker und Archivar
- Thomas Knapp (* 1959), Politiker (SPD)
- Heinz Pelz (* 1959), Maler
- Bernd Heinze (* 1960), Diplomat
- Hans-Dieter Hermann (* 1960), Psychologe, Sportpsychologe
- Matthias Hermann (* 1960), Musikwissenschaftler und -pädagoge, Dirigent und Komponist
- Marion Aizpors (* 1961), Schwimmerin
- Jörg Magenau (* 1961), Literaturkritiker und Sachbuchautor
- Matthias Weber (* 1961), Historiker
- Volker Boehme-Neßler (* 1962), Rechtswissenschaftler, Hochschullehrer
- Regina Büchner (* 1962), Jazzmusikerin
- Armin Jäger (* 1962), Fußballtorhüter
- Christiane Raabe (* 1962), Bibliothekarin
- Joe Crawford (* 1963), Pop-Musiker
- Andreas Läsker (* 1963), Musikmanager und -verleger
- Tilman Bollacher (* 1964), Landrat des Landkreises Waldshut
- Ingrid Hönlinger (* 1964), Politikerin (Bündnis 90/Die Grünen)
- Karen Tebar (* 1964), französische Dressurreiterin
- Zoran Bihać (* 1965), Musikvideo- und Werbespotregisseur
- Jürgen Hoffmann (* 1965), Mund-Kiefer-Gesichtschirurg und Hochschullehrer
- Frank Jülicher (* 1965), Biophysiker
- Stefan Lorch (* 1966), Theaterschauspieler
- Ludger Lieb (* 1967), Mediävist, Hochschullehrer
- Elfie Simchen (* 1967), Freestyle-Skierin
- Martin von Arndt (* 1968), Schriftsteller, Musiker und Wissenschaftler
- Carmen Holinka (* 1968), Fußballspielerin
- Frank Kämmer (* 1968), Weinfachmann und Autor
- Thomas Vömel (* 1968), Schriftsteller und Illustrator
- Stephanie Evert (* 1970), Computerlinguistin
- Uta Gräf (* 1970), Dressurreiterin und Trainerin
- Olaf Polziehn (* 1970), Pianist des Modern Jazz
- Florian Eichinger (* 1971), Regisseur, Autor und Filmproduzent
- Michael Heck (* 1971), Basketballspieler
- Jürgen Kramny (* 1971), Fußballspieler und -trainer
- Carsten Netz (* 1971), Jazz- und Fusionmusiker
- Daniel O’Sullivan (* 1971), Richter, Stadtrat in Ludwigsburg
- Antonio Silvestri (* 1972), Ringer, Olympiateilnehmer und Verbandspräsident
- Felix Spieß (* 1972), Schauspieler und Synchronsprecher
- Vivienne Rignall (* 1973), neuseeländische Schwimmerin
- Hildegard Bentele (* 1976), Politikerin (CDU)
- Axel Kromer (* 1977), Handballspieler, aktuell Handballtrainer
- Sabine Menne (* 1977), Schauspielerin und Sängerin
- Jochen Laube (* 1978), Filmproduzent
- Marc Lieb (* 1980), Autorennfahrer
- Marc-Nicolai Pfeifer (* 1980), Fußballmanager
- Rebecca Mosselman (* 1981), Schauspielerin
- Marvin Braun (* 1982), Fußballspieler
- Philipp Poisel (* 1983), Sänger
- Marc Weyrich (* 1983), TV- und Hörfunkmoderator und Redakteur
- Julia Lehmann (* 1984), Fernsehmoderatorin und Reporterin
- Martin Schmitt (* 1984), Historiker
- Marco Grüttner (* 1985), Fußballspieler
- Manuel Neumann (* 1986), Eishockeyspieler
- Thorsten Salzer (* 1986), Handballspieler
- Tayfun Tok (* 1986), Politiker (Bündnis 90/Die Grünen)
- Kim Jens Witzenleiter (* 1986), Hörspielproduzent
- Rouven Sattelmaier (* 1987), Fußballspieler
- Jonny König (* 1988), Schlagzeuger und Komponist
- Benjamin Maerz (* 1988), Koch, mit einem Stern im Guide Michelin ausgezeichnet
- Nils Langer (* 1990), Tennisspieler
- Enosch Wolf (* 1990), Basketballspieler
- Charlotte Gneuß (* 1992), Schriftstellerin
- Martin Kienzle (* 1992), Handballspieler
- Lou Strenger (* 1992), Schauspielerin und Hörspielsprecherin
- Felix Franz (* 1993), Leichtathlet
- Lena Nuding (* 1993), Fußballtorhüterin
- Sophia Oster (* 1993), Jazzmusikerin
- Patrick Zieker (* 1993), Handballspieler
- Robin Binder (* 1994), Fußballspieler
- Julia Ruhs (* 1994), Journalistin
- Tim Haller (* 1995), Badmintonspieler
- Tobias Trautner (* 1995), Fußballtorhüter
- Emily Evels (* 1996), Fußballspielerin
- Lisa Nippgen (* 1997), Leichtathletin, Sprinterin
- Nicolas Wähling (* 1997), Fußballspieler
- Roman Kašiar (* 1998), Fußballspieler
- Maleka Japhet Mbala (* 1998), American-Football-Spieler
- Agim Zeka (* 1998), Fußballspieler
- Oliver Wähling (* 1999), deutsch-englischer Fußballspieler
- Tabea Alt (* 2000), Kunstturnerin
- Nick Bätzner (* 2000), Fußballspieler
- Jana Scheib (* 2000), Handballspielerin
- Laurin Curda (* 2001), Fußballspieler
- Louis Geyer (* 2001), American-Football-Spieler
- Ann Kynast (* 2001), Handballspielerin
- Matilda Ehlert (* 2004), Handballspielerin
- Timo Eder (* 2005), Turner